# Ilja Koetepov
Ilja Olegovitsj Koetepov (Russisch: Илья Олегович Кутепов) (Stavropol, 29 juli 1993) is een Russisch voetballer die doorgaans speelt als centrale verdediger. In april 2025 verliet hij Veles Moskou. Koetepov maakte in 2016 zijn debuut in het Russisch voetbalelftal.

## Clubcarrière
Koetepov speelde in diverse jeugdopleidingen en kwam in 2010 terecht in het eerste elftal van Akademija Toljatti, actief op het derde niveau. Na vierentwintig competitiewedstrijden nam Spartak Moskou hem over. Op 10 december 2012 maakte de centrumverdediger zijn debuut in de Premjer-Liga, toen door een doelpunt van Aiden McGeady met 0–1 gewonnen werd van Roebin Kazan. Hij mocht van coach Valeri Karpin in de derde minuut van de blessuretijd invallen voor de Ierse doelpuntenmaker. Gedurende de twee seizoenen daarna speelde Koetepov slechts competitieduels bij het belofteteam. Pas in het seizoen 2015/16 keerde hij terug in het eerste elftal. Zijn eerste doelpunt maakte hij op 8 april 2018, toen met 1–4 gewonnen werd van Anzji Machatsjkala. Na drie treffers van Quincy Promes en een tegendoelpunt van Juan Eduardo Lescano besliste Koetepov de eindstand. In de zomer van 2022 verkaste de verdediger transfervrij naar Torpedo Moskou. Een jaar later verhuisde Koetepov binnen Moskou naar Veles Moskou.

## Clubstatistieken
| Seizoen | Club               | Competitie   | Competitie | Competitie | Beker | Beker | Internationaal | Internationaal | Totaal | Totaal |
| Seizoen | Club               | Competitie   | Wed.       | Dlp.       | Wed.  | Dlp.  | Wed.           | Dlp.           | Wed.   | Dlp.   |
| ------- | ------------------ | ------------ | ---------- | ---------- | ----- | ----- | -------------- | -------------- | ------ | ------ |
| 2010/11 | Akademija Toljatti | PFL          | 7          | 0          | 0     | 0     | —              | —              | 7      | 0      |
| 2011/12 | Akademija Toljatti | PFL          | 17         | 0          | 0     | 0     | —              | —              | 17     | 0      |
| 2012/13 | Spartak Moskou     | Premjer-Liga | 1          | 0          | 0     | 0     | 0              | 0              | 1      | 0      |
| 2013/14 | Spartak Moskou     | Premjer-Liga | 0          | 0          | 0     | 0     | 0              | 0              | 0      | 0      |
| 2014/15 | Spartak Moskou     | Premjer-Liga | 0          | 0          | 1     | 0     | —              | —              | 1      | 0      |
| 2015/16 | Spartak Moskou     | Premjer-Liga | 10         | 0          | 0     | 0     | —              | —              | 10     | 0      |
| 2016/17 | Spartak Moskou     | Premjer-Liga | 24         | 0          | 0     | 0     | 2              | 0              | 26     | 0      |
| 2017/18 | Spartak Moskou     | Premjer-Liga | 18         | 1          | 3     | 1     | 5              | 0              | 26     | 2      |
| 2018/19 | Spartak Moskou     | Premjer-Liga | 9          | 0          | 2     | 0     | 3              | 0              | 14     | 0      |
| 2019/20 | Spartak Moskou     | Premjer-Liga | 11         | 0          | 2     | 0     | 0              | 0              | 13     | 0      |
| 2020/21 | Spartak Moskou     | Premjer-Liga | 16         | 0          | 2     | 0     | 0              | 0              | 18     | 0      |
| 2021/22 | Spartak Moskou     | Premjer-Liga | 4          | 0          | 0     | 0     | 1              | 0              | 5      | 0      |
| 2022/23 | Torpedo Moskou     | Premjer-Liga | 9          | 0          | 5     | 0     | —              | —              | 14     | 0      |
| 2023/24 | Veles Moskou       | PFL          | 21         | 2          | 1     | 0     | —              | —              | 22     | 2      |
| 2024/25 | Veles Moskou       | PFL          | 21         | 1          | 0     | 0     | —              | —              | 21     | 1      |
| Totaal  | Totaal             | Totaal       | 168        | 4          | 16    | 1     | 11             | 0              | 195    | 5      |

Bijgewerkt op 12 juni 2025.

## Interlandcarrière
Koetepov maakte zijn debuut in het Russisch voetbalelftal op 9 oktober 2016, toen met 3–4 verloren werd van Costa Rica. Aleksandr Samedov en Artjom Dzjoeba (tweemaal) zorgden voor de Russische treffers en Randall Azofeifa, Bryan Ruiz, Vasili Berezoetski (eigen doelpunt) en Joel Campbell scoorden namens Costa Rica. Koetepov mocht van bondscoach Stanislav Tsjertsjesov als basisspeler aan het duel beginnen en hij speelde het gehele duel mee. De andere debutant dit duel was Soslan Dzhanajev (FK Rostov). Koetepov werd in mei 2018 door Tsjertsjesov opgenomen in de selectie van Rusland voor het wereldkampioenschap in eigen land. Rusland haalde de kwartfinale, waarin na strafschoppen verloren werd van Kroatië. In alle vijf wedstrijden van Rusland op het WK speelde Koetepov de hele wedstrijd mee.
| Interlands van Ilja Koetepov voor Rusland | Interlands van Ilja Koetepov voor Rusland | Interlands van Ilja Koetepov voor Rusland | Interlands van Ilja Koetepov voor Rusland | Interlands van Ilja Koetepov voor Rusland | Interlands van Ilja Koetepov voor Rusland | Interlands van Ilja Koetepov voor Rusland |
| №                                         | Datum                                     | Wedstrijd                                 | Uitslag                                   | Competitie                                | Goals                                     |                                           |
| Als speler bij Spartak Moskou             | Als speler bij Spartak Moskou             | Als speler bij Spartak Moskou             | Als speler bij Spartak Moskou             | Als speler bij Spartak Moskou             | Als speler bij Spartak Moskou             | Als speler bij Spartak Moskou             |
| ----------------------------------------- | ----------------------------------------- | ----------------------------------------- | ----------------------------------------- | ----------------------------------------- | ----------------------------------------- | ----------------------------------------- |
| 1                                         | 9 oktober 2016                            | Rusland – Costa Rica                      | 3 – 4                                     | Vriendschappelijk                         |                                           |                                           |
| 2                                         | 10 november 2016                          | Qatar – Rusland                           | 2 – 1                                     | Vriendschappelijk                         |                                           |                                           |
| 3                                         | 15 november 2016                          | Rusland – Roemenië                        | 1 – 0                                     | Vriendschappelijk                         |                                           |                                           |
| 4                                         | 24 maart 2017                             | Rusland – Ivoorkust                       | 0 – 2                                     | Vriendschappelijk                         |                                           |                                           |
| 5                                         | 10 oktober 2017                           | Rusland – Iran                            | 1 – 1                                     | Vriendschappelijk                         |                                           |                                           |
| 6                                         | 23 maart 2018                             | Rusland – Brazilië                        | 0 – 3                                     | Vriendschappelijk                         |                                           |                                           |
| 7                                         | 5 juni 2018                               | Rusland – Turkije                         | 1 – 1                                     | Vriendschappelijk                         |                                           |                                           |
| 8                                         | 14 juni 2018                              | Rusland – Saoedi-Arabië                   | 5 – 0                                     | WK 2018                                   |                                           |                                           |
| 9                                         | 19 juni 2018                              | Rusland – Egypte                          | 3 – 1                                     | WK 2018                                   |                                           |                                           |
| 10                                        | 25 juni 2018                              | Uruguay – Rusland                         | 3 – 0                                     | WK 2018                                   |                                           |                                           |
| 11                                        | 1 juli 2018                               | Spanje – Rusland                          | 1 – 1 (3 – 4 w.n.s.)                      | WK 2018                                   |                                           |                                           |
| 12                                        | 7 juli 2018                               | Rusland – Kroatië                         | 2 – 2 (3 – 4 v.n.s.)                      | WK 2018                                   |                                           |                                           |
| 13                                        | 8 oktober 2020                            | Rusland – Zweden                          | 1 – 2                                     | Vriendschappelijk                         |                                           |                                           |

Bijgewerkt op 12 juni 2025.

## Erelijst
| Premjer-Liga        | 1 | 2016/17 |
| Koebok Rossii       | 1 | 2021/22 |
| Soeperkoebok Russii | 1 | 2017    |